# Ètnia coos
|  | Aquest article tracta sobre l'ètnia de l'altiplà del Nord-oest. Si cerqueu l'ètnia de parla algonquina, vegeu «cowasuck». |

Els coos són uns amerindis de l'altiplà del Nord-oest que viuen a Oregon. Viuen a la costa del Pacífic del sud-oest d'Oregon. Avui els coos estan registrats en les següents tribus reconegudes federalment: 
- Tribus Confederades d'indis Coos, Lower Umpqua i Siuslaw
- Tribus Confederades d'Indis Siletz d'Oregon
- Tribu índia Coquille.[3]

## Llengua
El hanis és latent. Pertany a la família de les llengües coos, i es divideix en dos dialectes: hanis i miluk. Les Tribus Confederades d'indis Coos, Lower Umpqua i Siuslaw tenen un programa lingüístic per a revitalitzar la llengua.

## Història
Llurs veïns eren les tribus siuslaws, kalapuya, i umpqua. El 8 de febrer de 1806 els coos van ser esmentats per primera vegada pels euroamericans. William Clark, hivernant a Fort Clatsop prop del Columbia amb Meriwether Lewis i el Cos de Descobriment, va informar de l'existència de la "nació cook-koo-oose". La seva entrada al diari deia: "Vaig veure diversos presoners d'aquesta nació amb el clatsops i kilamox, són molt més amables que els indis comuns d'aquesta zona, i no s'aplanen els caps." Els coos s'uniren a les tribus umpqua i siuslaw i esdevingueren una confederació quan signaren un tractat l'agost de 1855. En 1857 el govern dels Estats Units traslladà els indis coos a Port Umpqua. Quatre anys més tard foren traslladats novament a la sub-agència Alsea a la reserva Yachats, on hi van romandre fins al 1876. En 1876, la subagència va ser lliurada a la colonització blanca i els indis van ser traslladats a la reserva Siletz, la qual cosa provocà una divisió important entre els membres de la tribu.

## Cultura
Hi havia 40-50 poblats de les tribus coos (vivien al voltant de la badia de Coos i l'àrea de North Bend). La majoria d'aquests eren caçadors, pescadors i recol·lectors. Per a l'entreteniment feien carreres a peu, carreres de canoes, jocs amb pals i una mena d'hoquei sobre herba)

## Toponímia
Diversos indrets d'Oregon porten el nom de la tribu, incloses la badia de Coos, la ciutat de Coos Bay, i el comtat de Coos.

## Notables coos
- Annie Miner Peterson (1860-1939), darrera parlant de miluk